# Le Journal du blocus
Pour plus de détails, voir Fiche technique et Distribution.
Le Journal du blocus (Блокадный дневник) est un film russe réalisé par Andreï Zaïtsev, sorti en 2020.

## Synopsis
Durant le siège de Léningrad, Olga traverse la ville pour rejoindre son père.

## Fiche technique
- Titre original : Блокадный дневник
- Titre français : Le Journal du blocus[1]
- Réalisation et scénario : Andreï Zaïtsev
- Costumes : Ekaterina Khimicheva
- Photographie : Irina Ouralskaya
- Pays d'origine : Russie
- Format : Noir et blanc - 35 mm
- Genre : drame
- Durée : 118 minutes
- Dates de sortie :
  -  Russie : octobre 2020 (Festival international du film de Moscou 2020), 27 janvier 2021 (sortie nationale)

## Distribution
- Olga Ozollapinia (ru) : Olga
- Sergueï Dreïden : le père d'Olga
- Andreï Chibarchine : le lieutenant Gunther
- Daria Roumiantseva : Grethen
- Vasilina Makovtseva : Liouba

## Distinctions

### Récompenses
- Festival international du film de Moscou 2020 : Grand Prix
- 19e cérémonie des Aigles d'or : meilleur film, meilleur scénario et meilleure actrice

### Nominations
- 19e cérémonie des Aigles d'or : meilleur réalisateur, meilleur costume et meilleur maquillage